# Chapelle Saint-Charles d'Avignon
La chapelle Saint-Charles est située dans la rue Saint-Charles à Avignon, dans le département français de Vaucluse en région Provence-Alpes-Côte d'Azur. 
Cet édifice du XVIIIe siècle fut commencé en 1749 et achevé en 1757.  

## Collège Saint-Charles-de-la-Croix
En 1684, des prêtres avignonnais se réunissent pour étudier en commun les saintes écritures chez un prêtre originaire de Beaucaire. Ces réunions ont obtenu du succès et attiré des jeunes gens qui étaient attirés par une vocation religieuse. En 1693, à l'enseignement ses saintes écritures s'est ajouté la théologie, la philosophie et l'étude du plain-chant. Les plus assidus ont été autorisés à prendre leur repas et dormir dans la maison.
Un bref du 23 février 1702 de l'archevêque d'Avignon Lorenzo Fieschi a fondé une communauté placée sous l'autorité d'un supérieur, le prêtre François de Varie. Cette communauté devait élever les jeunes gens « selon les principes du concile de Trente et les institutions de saint Charles ». Le 27 janvier 1704, le collège de la Croix fondé en 1500 par Guillaume de Ricci est uni au collège Saint-Charles. Le nouveau collège prend le nom de collège Saint-Charles-de-la-Croix. Sous l'influence de prêtres formés au séminaire de Saint-Sulpice présents à Avignon ayant des relations avec le collège ont entraîné sa transformation en séminaire Saint-Charles, le 10 mars 1705.
Le 8 avril 1709, la communauté a acheté une maison et un jardin à la dame de Royers de la Valfenière, descendante de l'architecte de même nom, pour élever un séminaire. Les bâtiments sont construits entre 1720 et 1723 par Jean-Baptiste Franque.
La disposition des bâtiments rappelle celle du noviciat des Jésuites construit 100 ans auparavant.
Le séminaire est transformé en caserne à la Révolution en 1792. Il est occupé par des Autrichiens en 1815 et y ont fait des dégradations importantes. Après leur départ, il a servi au logement de séminaires invalides. Il est redevenu un séminaire diocésain entre 1824 et 1901. Les bâtiments sont en grande partie détruits 1955 pour construire des immeubles et une gendarmerie. Dans les années 1980, les bâtiments conservés ont été affectés au service départemental d'archéologie.

## Chapelle Saint-Charles
La chapelle Saint-Charles, attenante au collège Saint-Charles-de-la-Croix, le cloître attenant et la façade sur la rue Saint-Charles ont été construits par François Franque entre 1749 et 1757. La première pierre de la chapelle a été posée le 2 février 1753 par Paul-François-Toussaint de Georges de Cabanis, vicaire général du diocèse et supérieur du séminaire, agissant comme délégué de l'archevêque d'Avignon, Joseph de Guyon de Crochans. La chapelle a été consacrée le 14 mai 1758 par son successeur, François-Marie de Manzi, et l'a dédié à Jésus présenté au Temple, à la Vierge Marie et à saint Charles.
La chapelle a été transformée en entrepôt pour dépôt de fouilles jusqu'en 1999.
La chapelle et sa sacristie ont été classées au titre des monuments historiques le 22 mai 1965.

## Architecture
La chapelle a été construite suivant un plan rectangulaire avec un chevet plat. Elle se décompose entre une nef de quatre travées et une travée de chœur. La première travée de la nef, côté ouest, est moins large que les autres porte une tribune. La nef est bordée, côté nord, par un bas-côté de deux étages. Entre les arcs doubleaux, la nef a des voûtes à arêtes doubles avec, au centre, des plafonds moulurés dans lesquels les claveaux ont des dessins variés. Le chœur abrite, sous une voûte en arc de cloître, un immense baldaquin réalisé par les frères Mazetti, marbriers et sculpteurs à Avignon.